# ボディ・ハント
『ボディ・ハント』（原題: House at the End of the Street）は、2012年のアメリカ合衆国のホラー・スリラー映画。監督はマーク・トンデライ、出演はジェニファー・ローレンス、エリザベス・シュー、マックス・シエリオット。元々2012年4月公開が予定されていたが、2012年9月21日に変更されている。撮影は主にカナダのオンタリオ州オタワで行われた。

## ストーリー
シカゴに住んでいた17歳の女子高生エリッサは、母サラとともに郊外の州立公園に佇む一軒家に引っ越してくる。その家は立派な割に家賃が安く、その理由は少し離れた隣家でキャリーアン・ジェイコブソンという少女が両親を惨殺した事件が起きたためだった。ジェイコブソン宅は今では空き家と知らされていたが、実際にはキャリーアンの兄ライアンが1人で暮らしており、一帯の評判を下げるジェイコブソン宅は周囲の住人から疎まれていた。
ある夜、エリッサは帰宅する途中にライアンと知り合い、彼の車で家まで送ってもらうことになる。もの静かで音楽の趣味が合うライアンに好印象を抱くエリッサだが、ライアンには自宅の地下室に行方不明のはずのキャリーアンを監禁し、面倒を見ているという秘密があった。エリッサの母サラはライアンを警戒し「決して2人きりにならないように」と釘を刺すが、エリッサは彼女の目を盗んでライアンと交流を深める。しかし、エリッサがジェイコブソン宅を訪ねている最中にキャリーアンが逃げ出してしまった。焦ったライアンはエリッサを自宅から叩き出すと、キャリーアンに追いついて押さえ込むことに成功するが、通行人にバレないようにと力むあまり彼女の首を折ってしまう。
キャリーアンの遺体を隠したライアンはダイナーで食事をした後、エリッサに謝るため彼女に連絡をとる。エリッサに誘われて彼女が参加するバンドコンテストを見物に来たライアンだが、2人をよく思わない生徒会長タイラーとその仲間から暴行を受けると、身を守ろうとしてタイラーの足を折ってしまい、その場から走り去っていく。
エリッサは残されたライアンの車に乗り込んでジェイコブソン宅へ向かい、タイラーの仲間による放火を失敗に終わらせる。燃えたカーテンの後始末をするエリッサだが、ゴミ箱に女性用生理用品の空き箱が捨ててあることを不審に思い、家の中を探索し始める。やがて地下室を発見するとそこで口を塞がれた女性に襲われるが、駆けつけたライアンから「キャリーアンが怯えている」と言われ、女性を押さえつける彼の指示通り地下室の外へと戻っていく。キッチンで一息つくエリッサだが、女性の特徴から彼女はキャリーアンではないと気付き、改めてゴミ箱を漁るとダイナーで働く女性の財布が捨ててあった。戻ってきたライアンに「キャリーアンのことは内緒にしてくれ」と言われたエリッサは承諾し家から去ろうとするが、背後からライアンに襲われ地下室に拘束されてしまう。
ライアンはキャリーアンが幼い頃の事故で亡くなったことを明かすと、エリッサに「キャリーアンが必要だ」「君をキャリーアンにする」と告げ、監禁していた女性を抱えて出かけていく。すぐに戻ってきたライアンだが、エリッサを探す警官ビルに応対するうち犯行に気付かれたため、彼を殺害するに至った。その間に拘束から脱したエリッサは、地下室に戻ったライアンの不意を突いて脱出しようとするが、薬で昏倒させられて車のトランクに入れられてしまう。すぐに目を覚ましたエリッサがトランクから脱出すると、直後にやってきたサラもライアンに腹部を刺されて運ばれてきた。エリッサは逃げる途中で拾ったビルの拳銃でライアンを撃ち、倒れている彼のポケットから鍵を奪おうとする。ライアンは寸前でエリッサに襲い掛かるが、死んではいなかったサラによってハンマーで頭部を殴打され倒れ込む。脱出したエリッサとサラは平穏な日常を取り戻すことができた。
逮捕されたライアンは精神病棟らしき場所に収監され、幼い頃に母親から死んだキャリーアンであることを強要されていた過去を回想していた。

## キャスト
※括弧内は日本語吹替
エリッサ・キャシディ
演 - ジェニファー・ローレンス（志田有彩）
シカゴから越して来た17歳の女子高生。ギターを弾きながら歌うのが趣味で、ジリアンの兄ジェイク達のバンドにボーカルとして誘われる。
ライアン・ジェイコブソン
演 - マックス・シエリオット（佐藤拓也）
エリッサの隣家に1人で住む大学生。7歳から18歳まで伯母の家で生活していたため、キャリーアンが事件を起こした場には不在だったという。
サラ・キャシディ
演 - エリザベス・シュー（佐々木優子）
エリッサの母親。離婚した夫のことを引き摺っており、新たな生活を築くために引越しを決意した。医師ということもあって家に不在であることが多い。
ビル・ウィーヴァー
演 - ギル・ベローズ（藤真秀）
地元の警官。頼れる人間の少ないサラの相談相手となる。ライアンの境遇を不憫に思っており、彼の存在を疎ましく思う周辺住民とは衝突することもある。
タイラー・レイノルズ
演 - ノーラン・ジェラード・ファンク（菅原雅芳）
エリッサが通う高校の生徒会長。ボランティアや寄付に熱心な優等生の振りをしているが実態はなく、悪知恵を働かせて内申点を稼いでいる。
キャリーアン・ジェイコブソン
演 - エヴァ・リンク
ライアンの妹。ライアン曰く、幼い頃の事故で脳に障害を負って性格が変貌したという。13歳だった4年前に両親を惨殺し、その後は行方不明になっている。
ジリアン
演 - アリー・マクドナルド
エリッサの友人。タイラーの元彼女で、彼に対する評価でエリッサと意気投合する。兄ジェイクとその親友ロビーにエリッサを紹介した。

## 評価
レビュー・アグリゲーターのRotten Tomatoesでは67件のレビューで支持率は13%、平均点は3.70/10となった。Metacriticでは19件のレビューを基に加重平均値が31/100となった。